# Yoan Luis Haití
Yoan Luis Haití (Ciego de Ávila, 20 aprile 1982) è un ex cestista cubano.

## Carriera
Con Cuba ha disputato due edizioni dei Campionati americani (2011, 2015).